# Belgische lokale verkiezingen 2006
De Belgische gemeente-, districts- en provincieraadsverkiezingen van 2006 vonden plaats op zondag 8 oktober.

## Te verkiezen mandaten
Er werden volgende verkiezingen gehouden:
- in heel België: voor de 589 gemeenteraden
- in Vlaanderen en Wallonië: voor de 10 provincieraden (in het Brussels Hoofdstedelijk Gewest bestaat de provincie als bestuursniveau niet)
- in de stad Antwerpen: voor de 9 districtsraden
- in de zes Vlaamse randgemeenten met taalfaciliteiten rond Brussel en in de faciliteitengemeenten Komen-Waasten en Voeren: voor de schepenen, de OCMW-raden en het vast bureau van die OCMW-raden

In totaal waren er 13.227 gemeenteraadsleden, 747 provincieraadsleden en 211 districtsraadsleden te verkiezen.

## Kiezers
Er waren 7.575.893 Belgische kiezers en 128.038 niet-Belgische kiezers.

## Lijstnummers
Op 29 augustus 2006 werd er voor Vlaanderen en Brussel geloot welke partij welke plaats kreeg tijden de verkiezingen op 8 oktober. De lijstnummers voor Wallonië werden geloot op 1 september 2006. Plaatselijke lijstnummers werden geloot op 19 september 2006.
| Vlaams Gewest                                                                          | Brussels Gewest | Waals Gewest                      |
| -------------------------------------------------------------------------------------- | --- | --------------------------------- |
| 1. sp.a 2. VLD en Vivant 3. Spirit 4. N-VA 5. Groen! 6. Vlaams Belang en VLOTT 7. CD&V | 1. PS 2. MR 3. Groen! 4. VLD-Vivant 5. Vlaams Belang 6. FDF 7. CD&V 8. MCC 9. Ecolo 10. Spirit 11. FN 12. cdH 13. N-VA | 1. FN 2. Ecolo 3. PS 4. MR 5. cdH |

Naast de nationale partijen en kartels komen er in veel gemeenten ook plaatselijke lijsten op, zoals Fusiebelangen in Oud-Heverlee en WIJ in Herent. Zij krijgen dan een vrij lijstnummer.

## Inzet
Naast het verkiezen van lokale raadsleden, zijn deze verkiezingen ook beschouwd als waardemeter voor de parlementsverkiezingen in België in mei 2007. Buitenlandse journalisten volgden vooral de gemeenteraadsverkiezingen in Antwerpen. Er werd gespeculeerd of Vlaams Belang een volstrekte meerderheid zou behalen, waardoor het doorbreken van het cordon sanitaire niet meer nodig zou zijn, want dan zou de partij alleen mogen regeren.
Ook aan de modaliteiten werd deze keer gesleuteld. Zo waren dit de eerste verkiezingen in België die werden georganiseerd door de gewesten. Voorheen waren verkiezingen altijd een federale aangelegenheid. Ook aan het gewicht van de lijststem was gesleuteld. Lijststemmen telden nu voor een derde mee, terwijl dat vroeger voor de helft was. Daardoor werden voorkeurstemmen in de praktijk iets belangrijker om verkozen te raken.

## Verloop
In de gemeente Bertem (Vlaams-Brabant) waren er technische problemen met de stemcomputers: in de deelgemeente Leefdaal zijn de stembureaus pas om 10:30 uur opengegaan, tweeënhalf uur later dan voorzien. Er waren foute, tweetalige opstartdiskettes geleverd. De foute diskettes moesten eerst vervangen worden door de juiste, Nederlandstalige diskettes vooraleer het stembureau kon geopend worden. Ook op andere plaatsen waren er opstartproblemen, onder meer in Borgerhout, Temse, Aartselaar, Dendermonde, Sint-Niklaas en Brussel.
In Lot (eveneens Vlaams-Brabant) werd dan weer een klacht ingediend tegen de voorzitster van een stembureau omdat zij kiezers in het Frans had aangesproken, wat in Vlaams-Brabant verboden is door de Belgische taalwetgeving.

## Resultaten

### Vlaanderen
Algemeen gezien voor heel Vlaanderen was het kartel CD&V/N-VA de winnaar van deze verkiezingen: met 31 procent was het kartel er de grootste partij. Globaal ging het er 3,4 procent op vooruit. Het kartel won vooral aan populariteit in de landelijke gemeenten, maar hield ook in de meeste steden stand. Voor het kartel was dit de tweede verkiezingsoverwinning op rij.
De grote verliezer was de VLD. Enkel in de gemeenten en steden waar boegbeelden van de partij, waaronder Marino Keulen, Bart Somers, Dirk Van Mechelen en Karel De Gucht opkwamen, scoorde de VLD goed. Globaal was de trend voor de partij erg negatief.
Sp.a-spirit bleef min of meer status quo. Zij scoorden goed in de meeste centrumsteden, maar moesten algemeen gezien licht inboeten in de kleinere steden en gemeenten. Ook Groen! verloor licht ten opzichte van 2000, maar bleef wel in twee gemeenten de grootste partij. In de stad Antwerpen waren de verliezen echter aanzienlijk en de partijleiding van Groen! besliste daarop om de komende zes jaar o.a. geen deel uit te maken van het gemeentebestuur van de stad.
Ook het Vlaams Belang ging er in algemene termen op vooruit. Vooral in landelijke gebieden heeft de partij zich bij deze verkiezingen definitief kunnen vestigen. In vele gemeenten kwam het Vlaams Belang voor het eerst op, maar ook elders waren er reële stijgingen. In de grote steden zoals Antwerpen en Brussel haalt de partij echter een status quo, of is er sprake van een duidelijke vertraging in de groei. In Gent is er een verlies.
De meest besproken verkiezingsuitslag op 8 oktober was die uit de stad Antwerpen. In deze stad werd een verdere opmars van het Vlaams Belang verwacht. Deze overwinning kwam er uiteindelijk niet. De partij kreeg er weliswaar 0,5% van de stemmen bij, maar haalde niet de vooropgestelde 35% van de stemmen. Door een stijging van meer dan 15% bij het kartel sp.a-spirit, onder leiding van burgemeester Patrick Janssens, verloor de partij bovendien haar positie als grootste partij van Antwerpen.
Het cordon sanitaire werd in Vlaanderen nergens doorbroken, al was de bewegingsruimte op bepaalde plaatsen, met name in enkele Antwerpse districten, erg klein.
| CD&V-burgemeesters                  |
| CD&V-schepenen                      |
| CD&V-verkozenen in de gemeenteraden |
| CD&V-verkozenen in de districtraden |
| CD&V-verkozenen in de OCMW-raden    |

| Open Vld-burgemeesters                  |
| Open Vld-schepenen                      |
| Open Vld-verkozenen in de gemeenteraden |
| Open Vld-verkozenen in de districtraden |
| Open Vld-verkozenen in de OCMW-raden    |

| Groen-burgemeesters                  |
| Groen-schepenen                      |
| Groen-verkozenen in de gemeenteraden |
| Groen-verkozenen in de districtraden |
| Groen-verkozenen in de OCMW-raden    |

| sp.a-burgemeesters                  |
| sp.a-schepenen                      |
| sp.a-verkozenen in de gemeenteraden |
| sp.a-verkozenen in de districtraden |
| sp.a-verkozenen in de OCMW-raden    |

| PVDA-verkozenen in de gemeenteraden |
| PVDA-verkozenen in de districtraden |

#### Provincieraden
Te verkiezen provincieraadsleden, ingedeeld in arrondissementen en provinciedistricten (in totaal 411):
| Antwerpen (84) | Vlaams-Brabant (84)                                                                              | Limburg (75) | Oost-Vlaanderen (84) | West-Vlaanderen (84) |
| --- | ------------------------------------------------------------------------------------------------ | --- | --- | --- |
| - Antwerpen - Antwerpen (24) - Boom (9) - Kapellen (15) - Mechelen - Mechelen (7) - Lier (8) - Turnhout - Turnhout (6) - Herentals (8) - Mol (7) | - Halle-Vilvoorde - Halle (24) - Vilvoorde (22) - Leuven - Leuven (15) - Diest (15) - Tienen (8) | - Hasselt - Hasselt (10) - Beringen (10) - Genk (8) - Herk-de-Stad (3) - Sint-Truiden (5) - Maaseik - Maaseik (5) - Bree (4) - Peer (5) - Neerpelt (7) - Tongeren - Tongeren (5) - Borgloon (4) - Bilzen (4) - Maasmechelen (5) | - Aalst - Aalst (7) - Geraardsbergen (5) - Zottegem (4) - Dendermonde - Dendermonde (7) - Zele (4) - Eeklo - Eeklo (5) - Gent - Gent (14) - Deinze (6) - Evergem (4) - Lochristi (7) - Oudenaarde - Oudenaarde (3) - Ronse (4) - Sint-Niklaas - Sint-Niklaas (7) - Temse (7) | - Brugge - Brugge (20) - Diksmuide - Diksmuide (4) - Ieper - Ieper (6) - Poperinge (2) - Kortrijk - Kortrijk (10) - Harelbeke (5) - Menen (5) - Oostende - Oostende (11) - Roeselare - Roeselare (6) - Izegem (5) - Tielt - Tielt (6) - Veurne - Veurne (4) |

Verkiezingsresultaten per partij en provincieraad:
| Provincie       | Zetels | CD&V-N-VA   | VLD-Vivant  | Sp.a-Spirit | Groen!    | Vlaams Belang | UF        |
| --------------- | ------ | ----------- | ----------- | ----------- | --------- | ------------- | --------- |
| Antwerpen       | 84     | 24 (26,5 %) | 13 (16,2 %) | 18 (19,5 %) | 4 (7,8 %) | 25 (28,5 %)   | -         |
| Vlaams-Brabant  | 84     | 25 (29,4 %) | 17 (19,2 %) | 14 (16,2 %) | 7 (8,5 %) | 15 (18,2 %)   | 6 (8,0 %) |
| West-Vlaanderen | 84     | 36 (37,6 %) | 14 (16,8 %) | 18 (20,0 %) | 2 (6,8 %) | 14 (17,5 %)   | -         |
| Oost-Vlaanderen | 84     | 25 (27,4 %) | 22 (23,8 %) | 14 (16,8 %) | 4 (9,1 %) | 19 (21,0 %)   | -         |
| Limburg         | 75     | 26 (32,1 %) | 14 (18,3 %) | 20 (25,5 %) | 0 (4,6 %) | 15 (18,1 %)   | -         |
| Totaal          | 411    | 136         | 80          | 84          | 17        | 88            | 6         |

### Wallonië
In Wallonië verliest de PS op meerdere plaatsen, vooral in Henegouwen rond Charleroi en andere plaatsen waar de lokale PS-afdelingen in schandalen betrokken zijn. De MR en de CdH, en in mindere mate het Front National, profiteren daarvan. Toch blijft de schade voor de PS al bij al beperkt.
De volgende provincieraadsleden zijn te verkiezen:
- Waals-Brabant: 56
- Henegouwen: 84
- Luik: 84
- Luxemburg: 56
- Namen: 56

### Participatiegraad
Bij deze gemeenteraadsverkiezingen zijn 93 % van de stemgerechtigde kiezers een stem komen uitbrengen, wat 1,4 % meer is dan bij de vorige verkiezingen. Het aantal blanco of ongeldige stemmen lag dan weer lager met 4,7 % in 2006 tegen 5,1 % in 2000. Dat blijkt uit berekeningen van het departement politicologie van de universiteiten van Hasselt en Genk die gepubliceerd
staan in het Politiek Jaarboek van Res Publica 2007.
Voor het eerst sinds 1976 gingen er bij de gemeenteraadsverkiezingen weer meer mensen stemmen en waren er minder blanco of ongeldige stemmen. Van 1976 tot 2000 was er een continue stijging van het kiezersabsenteïsme van 5,3 % tot 8,4 %. Dat was 7,0 % in 2006. Ook het percentage blanco of ongeldige stemmen nam in die periode continu toe van 3,6 % tot 5,1 %, met 4,7 % in 2006. Het absenteïsme was deze keer het grootst in Brussel (13 %), gevolgd door Wallonië (8,2 %) en Vlaanderen (5,6 %). In vergelijking met 2000 nam het absenteïsme overal af, het meest in Brussel (van 17,1 % tot 13 %).
Wallonië (6,1 %) telde de meeste blanco of ongeldige stemmen, gevolgd door Brussel (5,1 %) en Vlaanderen (3,9 %). In Wallonië daalde dit percentage van 6,9 % tot 6,1 % terwijl Vlaanderen (van 4,1 % tot 3,9 %) stabiel bleef en Brussel zelfs toenam (van 5,0 % tot 5,1 %).
Terwijl bij de gemeenteraadsverkiezingen in 2006 93,0 % van de kiezers kwam opdagen om een stem uit te brengen, was dat voor de parlementsverkiezingen in 2007 slechts 91,1 %, een daling in vergelijking met de 91,6 % in 2003. Ook het aantal blanco en ongeldige stemmen lag bij de parlementsverkiezingen van 2007 hoger dan bij de gemeenteraadsverkiezingen van 2006, met 5,1 % versus 4,7 %). Bij de parlementsverkiezingen in 2003 stemde nog 5,3 % blanco of
ongeldig.

## Geschiedenis
De vorige gemeente-, districts- en provincieraadsverkiezingen werden in België op zondag 8 oktober 2000 gehouden. Voor de (Antwerpse) districten was dit de eerste keer. De eerste samenvallende gemeente- en provincieraadsverkiezingen werden in België op zondag 9 oktober 1994 gehouden. De vorige provincieraadsverkiezingen vielen op respectievelijk zondag 24 november 1991, zondag 13 december 1987 en zondag 13 oktober 1985 en daarvoor op zondag 8 november 1981. De vorige gemeenteraadsverkiezingen waren op zondag 9 oktober 1988 en daarvoor op zondag 10 oktober 1982.